# ヨーゼフ・クラーマー

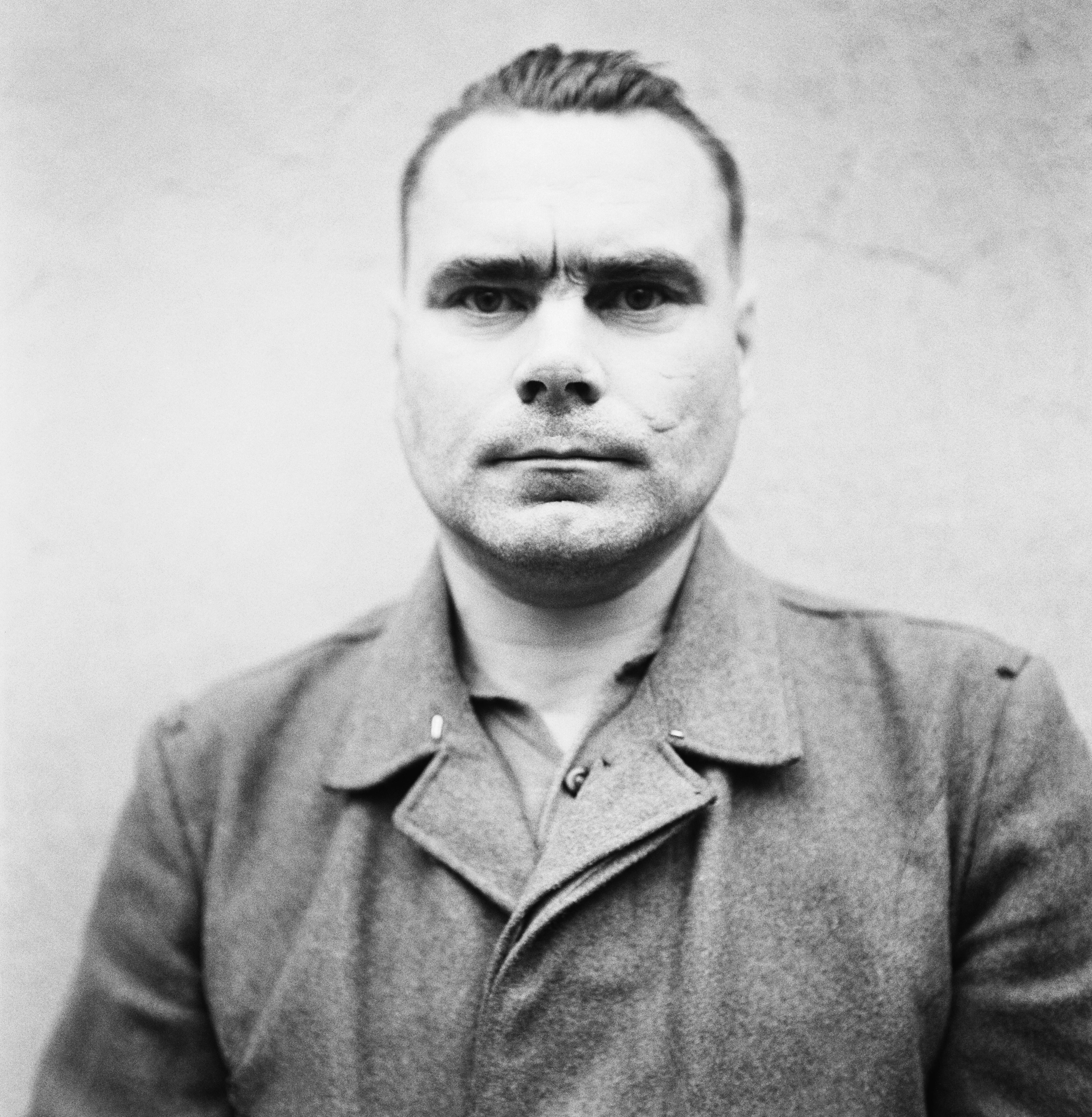
ヨーゼフ・クラーマー（1945年）

ヨーゼフ・クラーマー（ドイツ語: Josef Kramer, 1907年11月10日 - 1945年12月13日）は、ナチス・ドイツの親衛隊（SS）の隊員であり、最終階級は、親衛隊大尉（SS-Hauptsturmführer）。ベルゲン・ベルゼン強制収容所の所長。「ベルゼンの野獣」と呼ばれた。

## 略歴
ミュンヘン出身。1931年に国家社会主義ドイツ労働者党（ナチス党）に入党（党員番号753.597）。1932年に親衛隊（SS）の隊員となった（隊員番号32.217）。1934年にはダッハウ強制収容所の看守となった。急速に昇進してザクセンハウゼン強制収容所やマウトハウゼン強制収容所で副所長をつとめた。1940年にはアウシュヴィッツ強制収容所でルドルフ・ヘス所長の副官となった。1941年4月にはナッツヴァイラー強制収容所の所長に就任する。1942年親衛隊大尉に昇進。1944年5月から1944年12月にかけてはアウシュヴィッツのガス室の管理を任せられている。1944年12月からベルゲン・ベルゼン強制収容所の所長となった。同収容所は衛生状態が著しく悪く、この収容所では大勢の囚人がチフス等の感染症や飢えで死亡している。「アンネの日記」の著者アンネ・フランクもその犠牲者の一人である。ベルゼンにおいて解放された収容者によって伝えられた「ユダヤ人が収容所から抜け出すにはこの煙突を通って行くしかない」と焼却炉を示した言葉は有名。
終戦時、ヨーゼフ・クラーマーはベルゼンにおいてイギリス軍に逮捕され、他の44名の所員と共にイギリス軍がリューネブルクで開いた「ベルゼン裁判」にかけられた。1945年11月に死刑判決を受け、さらにその翌月12月にハーメルンにてイギリスの死刑執行人アルバート・ピアポイントによって処刑されている。

## 階級
- 1933年終わり、親衛隊伍長（SS-Unterscharführer）
- 1934年9月、親衛隊軍曹（SS-Scharführer）
- 1935年4月、親衛隊曹長（SS-Hauptscharführer）
- 1937年2月、親衛隊少尉（SS-Untersturmführer）
- 1939年1月、親衛隊中尉（SS-Obersturmführer）
- 1942年6月1日、親衛隊大尉（SS-Hauptsturmführer）